# معترسة التايغا
معترسة التايغا (الاسم العلمي:Syngamus taiga) هي نوع من الديدان الأسطوانية تتبع جنس المعترسة من فصيلة المعترسات.